# Дюссо, Луизетт
Луизетт Дюссо (фр. Louisette Dussault, 12 июня 1940, Thetford Mines, Квебек — 14 марта 2023, Монреаль, Квебек) — канадская квебекская актриса и писательница.

## Биография
Родилась в Тетфорд-Майнс и училась в Национальной театральной школе Канады. Вместе с Жан-Клодом Жерменом она основала Les Enfants de Chénier и приняла участие в их шоу Grand Spectacle d’adieu. Она выступала в произведениях Андре Брассара и Мишеля Трамбле, в том числе в фильме «Франсуаза Дюроше, официантка», первых чтениях Les Belles-Soeurs, Demain matin, Montréal m’attend и переводах Трамбле Лисистраты и «Мистеро Буффо» Дарио Фо. Она появилась в важных феминистских произведениях La Nef des sorcières и Les Fées ont soif, а также в своём собственном монологе Moman. Это последнее произведение было переведено на английский язык как Mommy («Мамочка») и вошло в сборник «Антология женских пьес Квебека в английском переводе, том I» (1966—1986) (2006). Дюссо написала и сыграла в пьесе «Pandora ou Mon p’tit papa». Она появилась в главной роли в отмеченной наградами пьесе «Великолепное путешествие Эмили Карр».
Дюссо также выступала на телевидении и в кино. С 1964 по 1971 год она исполняла главную роль в детском телесериале «La souris verte». Она также появилась в телесериалах Мэрилин, Les héritiers Duval, Rumeurs, Les étoiles filantes и Destinées.
Она была удостоена премии Виктора-Морена в 1995 году.
Умерла 14 марта 2023 года в возрасте 82 года.